# Aquarium van Genua
Het Aquarium van Genua (Italiaans: Acquario di Genova) in de Italiaanse stad Genua is het grootste aquarium van het land en de één-na-grootste van Europa. Het is gebouwd voor Expo '92 in de oude haven van de stad. Het aquarium dient als cultureel, educatief en wetenschappelijk centrum. Ongeveer 1,2 miljoen mensen bezoeken jaarlijks het aquarium.
Het gebouw werd ontworpen door de Genuese architect Renzo Piano voor de Expo '92, 500 jaar na Columbus' ontdekking van Amerika. Het interieur en de eerste verblijven werden ontworpen door Peter Chermayeff en zijn team. In 1998 werd het aquarium uitgebreid met de toevoeging van een 100 meter lang schip dat met het gebouw werd verbonden. 

## Verblijven
Het oorspronkelijke concept was om de Ligurische Zee, Noord-Atlantische Oceaan en de Caraïbische Zee te tonen vanuit twee perspectieven: een vanuit het perspectief van de ontmoeting tussen de Nieuwe Wereld en de Oude Wereld perspectief van 1492 en een vanuit het ecologische bewustzijn van 1992 en het heden.
In het aquarium zijn er 70 tanks van in totaal 6.000.000 liter en er is bijna 10.000 meter aan tentoonstellingsruimte. In de tanks leven 12.000 dieren van meer dan 400 verschillende soorten, waaronder vissen, zeezoogdieren, vogels, reptielen, amfibieën en ongewervelden. Hieronder zijn bijvoorbeeld dolfijnen, lamantijnen, haaien, zeehonden, roggen, boa's, kwallen en pinguïns.

## Fokprogramma's
Het aquarium neemt deel aan meerdere internationale fokprogramma's en coördineert en beheert de EEP-stamboeken voor de zandbankhaai.

## Galerij
| - De roggenpoel - Dolfijnenpaviljoen - Kardinaalbaarzen - Caribische lamantijn |